# 청주동부소방서
청주동부소방서(淸州東部消防署, Cheongju Dongbu Fire Station)는 충청북도 청주시 상당구, 청원구를 관할하는 충청북도 소방본부 소속의 소방서이다.
소방서장은 소방정으로 보한다.

## 연혁
- 1946년 6월 28일: 청주소방서 개서
- 1964년 3월 24일: 충주소방서 분리[3]
- 1993년 1월 19일: 영동소방서 분리
- 1994년 5월 21일: 증평소방서 분리
- 2002년 6월 28일: 청주서부소방서 분리, 청주동부소방서로 변경
- 2014년 8월 22일: 보은소방서 분리

## 조직

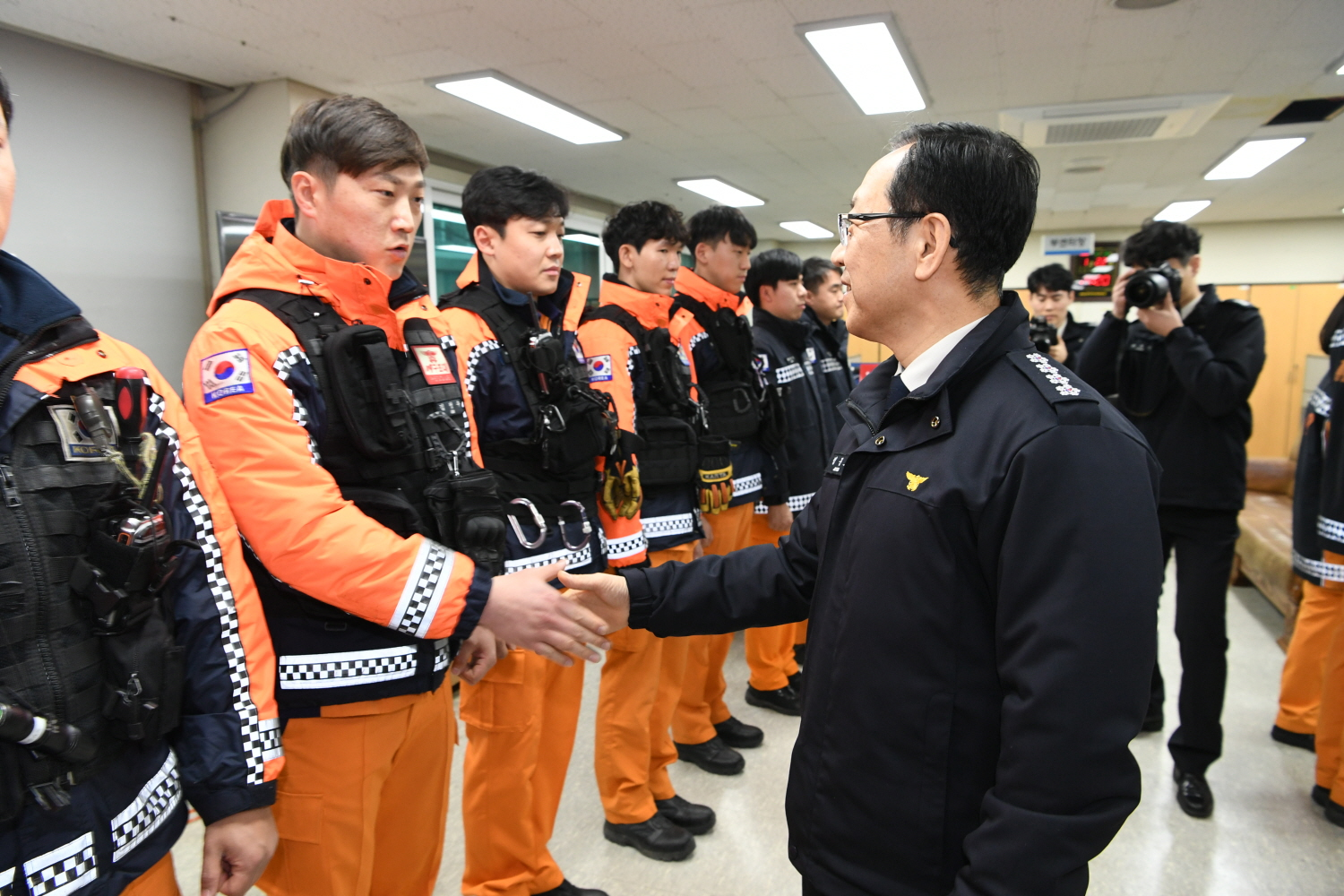
소방청장 정문호 설명절 대비 격려방문

| - 소방행정과 - 소방행정팀 - 예산장비팀 | - 대응구조구급과 - 대응구조구급팀 - 지휘조사팀 | - 예방안전과 - 예방안전팀 - 민원지도팀 |

## 관할센터 및 관할구역
청주동부소방서는 6개의 119안전센터와 1개의 구조대를 산하에 두고 있다.
| 명칭                     | 사진 | 주소                         | 관할구역                                                              | 지역대                            |
| ------------------------ | ---- | ---------------------------- | --------------------------------------------------------------------- | --------------------------------- |
| 영운119안전센터          |      | 상당구 영운로 61             | 상당구 성안동, 영운동, 금천동, 용암1·2동, 용담명암산성동 일부, 남일면 |                                   |
| 율량119안전센터          |      | 청원구 율봉로202번길 66-2    | 청원구 내덕1·2동, 율량사천동, 오근장동                                |                                   |
| 북문119안전센터          |      | 상당구 상당로 168            | 상당구 중앙동, 탑대성동, 용담명암산성동 일부, 청원구 우암동           |                                   |
| 문의119안전센터          |      | 상당구 문의면 문의시내1길 8  | 상당구 문의면, 가덕면, 미원면, 낭성면                                 | 미원119지역대 가덕119지역대(폐쇄) |
| 내수119안전센터          |      | 청원구 내수읍 청암로 80      | 청원구 내수읍, 북이면                                                 |                                   |
| 오창119안전센터          |      | 청원구 오창읍 중심상업2로 30 | 청원구 오창읍                                                         |                                   |
| 청주동부소방서 119구조대 |      | 상당구 영운로 61             | 충청북도 청주시 상당구, 청원구 일부                                   |                                   |

## 같이 보기
- 대한민국 소방청
- 대한민국의 소방
- 소방관 계급